# 英雄不流淚
《英雄不流淚》（英語：Desperado）是一部1995年的美國新西部動作片，由罗伯特·罗德里格兹編劇、製作并導演，是罗德里格兹「墨西哥三部曲」的第二部，讲述安东尼奥·班德拉斯飾演的埃爾·馬里亞奇，一心想要報復殺死他情人的毒梟。這部電影入选1995年戛納電影節非竞赛单元。《英雄不流淚》全球票房收入為5800萬美元。這部電影被認為是莎瑪·希恩的突破性角色。

## 剧情
1994年8月，在墨西哥的特立哥酒吧，一位名叫布谢米的美國人講述了在另一家酒吧目睹一場大屠殺的故事，兇手是一名墨西哥人，他的吉他盒裡裝滿了槍支。酒吧的顧客不感興趣，直到布谢米提到“布邱”這個名字。與此同時，埃爾·馬里亞奇夢見他遇到了布邱的手下莫科，莫科殺死了他的愛人並射伤了他的左手，但布谢米喚醒了他並叫他繼續尋找布邱。
埃爾·馬里亞奇遇到了一個孩子，據稱他的父親以彈吉他為生。身為一名吉他手的他給男孩上了一堂吉他課。在特立哥酒吧，埃爾·馬里亞奇與布邱的手下發生了緊張的對峙，隨後發生了大規模的槍戰。埃爾·馬里亞奇殺死了酒吧里的所有人，同时太和则在後面的房間裡從事非法生意，太和倖免於難並尾隨埃爾·馬里亞奇到外面並打傷了他，但被埃爾·馬里亞奇殺死。埃爾·馬里亞奇为保護嘉露蓮而受伤，嘉露蓮帶他去了她的書店。布邱到達酒吧調查大屠殺，受到眼下這種情況的威脅，命令他的手下追捕這個“黑衣人”。
嘉露蓮在她的書店裡照料著埃爾·馬里亞奇的傷口。在他休息時，她在他的吉他盒中發現了槍，並根據布谢米的故事推斷出他的身份。埃爾·馬里亞奇請求她幫助他找到布邱。他去了鎮上的教堂，並與布谢米交談。布谢米對酒吧的屠殺感到不安，他說服埃爾·馬里亞奇结束複仇之旅。在教堂外，他們遭到一名手持飛刀的黑衣人的伏擊，他殺死了布谢米並重傷了埃爾·馬里亞奇。布邱的手下趕到現場，將這個黑衣人誤認為是埃爾·馬里亞奇並殺死了他。他們把屍體帶回給布邱，布邱意識到他們殺錯了人，原来这位名叫納瓦哈斯的殺手，是哥倫比亞人派來殺死埃爾·馬里亞奇的。
受傷的埃爾·馬里亞奇在街上游盪，他再次遇到了拿著吉他的孩子。他得知這個孩子被他的父親利用，把毒品偷偷藏在他的吉他裡。他憤怒地質問男孩，男孩告訴他鎮上大多數人都為布邱工作。埃爾·馬里亞奇回到嘉露蓮处，得知布邱資助她的書店为他販毒打掩護。此时布邱突然来到，嘉露蓮匆忙將埃爾·馬里亞奇藏起來。她假裝不知道鎮上的騷動，布邱便離開了。嘉露蓮縫合了埃爾·馬里亞奇的傷口。那天晚上，她給了埃爾·馬里亞奇一把新吉他。布邱后来意識到嘉露蓮對他撒了謊。
早上，布邱的手下前来襲擊了他們，並放火燒了書店。兩人從燃燒的書店中殺出一條血路，來到了一個屋頂上，埃爾·馬里亞奇明明可以开枪狙杀布邱，但莫名其妙地選擇了放过他。兩人躲在旅館房間裡。
布邱對手下未能殺死埃爾·馬里亞奇感到憤怒，他召集了他们並說：“到城裡四處找，看到不認識的人就殺掉！這很難做到嗎？”之后他射殺了一個人，然後向其他人開槍做示范。
埃爾·馬里亞奇意識到布邱永遠不會停止追捕他，便聯繫他的朋友甘巴和奇諾尋求幫助。一行三人在城鎮邊緣相遇，並遭遇了布邱的手下。一場大規模的槍戰隨之而來，布邱的大部分手下以及甘巴和奇諾都被殺。埃爾·馬里亞奇發現彈吉他的男孩在交火中受傷，並把他送往醫院。
埃爾·馬里亞奇和嘉露蓮前往布邱的大院，打算與他對峙。原来，布邱就是埃爾·馬里亞奇的哥哥。埃爾·馬里亞奇以前並不知道“布邱”的身份，直到他從屋頂看到他的臉，所以才沒有向他開槍。布邱向埃爾·馬里亞奇提出如果他允許自己殺死嘉露蓮就放了他，但埃爾·馬里亞奇突然掏枪殺死了布邱及其手下。兩人去醫院看望男孩，埃爾·馬里亞奇随后决定离开嘉露蓮。嘉露蓮开车在路上追上了他，埃爾·馬里亞奇把他的武器扔在路邊后上了车。兩人一起開車離開，但埃爾·馬里亞奇為了安全起見，很快又掉转头来拿起了裝滿槍的吉他盒。

## 演员
- 安东尼奥·班德拉斯 饰 埃爾·馬里亞奇
- 喬昆迪·艾曼達 饰 布邱
- 莎瑪·希恩 饰 嘉露蓮
- 史蒂夫·布西密 饰 布谢米
- 切奇·马林 饰 矮酒保
- 昆汀·塔伦蒂诺 饰 貨車司機
- 卡洛斯·高梅茲（英语：Carlos Gómez (actor)） 饰 梅莫
- 鐵托·拉里瓦（英语：Tito Larriva） 饰 太和
- 安潔兒·阿維爾斯 饰 薩米拉
- 丹尼·特乔 饰 納瓦哈斯
- 亞伯拉罕·維達茲科 饰 男孩
- 卡洛斯·加拉多（英语：Carlos Gallardo (actor)） 饰 甘巴
- 小阿爾伯特·米歇爾 饰 奇諾
- 大衛·阿爾瓦拉多 饰 夥伴
- 安吉拉·蘭薩 饰 旅遊女孩
- 彼得·馬爾克特（英语：Peter Marquardt） 饰 莫科
- 康蘇爾洛·戈梅茲 饰 多米諾